# Chionodiptera nivea
Chionodiptera nivea är en fjärilsart som beskrevs av De Lajonquière 1972. Chionodiptera nivea ingår i släktet Chionodiptera och familjen ädelspinnare. Inga underarter finns listade i Catalogue of Life.